# Hrabstwo Greenwood (Karolina Południowa)
Hrabstwo Greenwood – hrabstwo w stanie Karolina Południowa w USA.

## Geografia
Według United States Census Bureau całkowita powierzchnia hrabstwa wynosi 1198 km² z czego 1177 km² stanowią lądy, a 21 km² stanowią wody. Według szacunków w roku 2010 hrabstwo zamieszkiwało 69 661 mieszkańców. Jego siedzibą administracyjną jest Greenwood.

### Miasta
- Greenwood
- Hodges
- Ninety Six
- Troy

### CDP
- Bradley
- Cokesbury
- Coronaca
- Promised Land

### Sąsiednie hrabstwa
- Hrabstwo Laurens (północ)
- Hrabstwo Newberry (północny wschód)
- Hrabstwo Edgefield (południowy wschód)
- Hrabstwo Saluda (południowy wschód)
- Hrabstwo McCormick (południowy zachód)
- Hrabstwo Abbeville (zachód)